# South Shropshire
South Shropshire was tot 2009 een Engels district in het graafschap Shropshire en telde 40.410 inwoners. De oppervlakte bedraagt 1027,3 km².
Van de bevolking is 22,1% ouder dan 65 jaar. De werkloosheid bedraagt 2,3% van de beroepsbevolking (cijfers volkstelling 2001).

## Plaatsen in district South Shropshire
- Bishop's Castle
- Church Stretton
- Ludlow